# Fritz Aigner
Fritz Aigner, (Linz, 13 de julio de 1930 - ibídem, 9 de enero de 2005) fue un pintor austriaco.

## Biografía
Fritz Aigner asistió desde 1935 hasta 1941 a la escuela primaria y secundaria en Linz. A la edad de 17 años fue admitido sin superar ningún examen por el profesor Sergio Pauser en la Academia de Bellas Artes de Viena. 
Estudió allí hasta 1952. Por su tesis de Aigner logró el Premio Estatal de la Academia de Bellas Artes.
Desde entonces, vivió como artista independiente en España, Irlanda, Londres y Linz. La pintura de Aigner se ha influenciado por la obra de Rembrandt, de hecho es considerado como el "Rembrandt de Linz". 
Como artista ilustrador y gráfico, ha representando algunas escenas muy oscuras y apocalípticas.
Las obras del artista se encuentran en numerosas colecciones públicas y privadas. A lo largo de su vida, muchos de sus trabajos fueron mostrados en exposiciones en el país y en el extranjero.